# ThinkPad W系列
ThinkPad W系列是联想公司出品的笔记本电脑产品系列，联想将它定位为移动工作站，是以前的ThinkPad T系列型号后缀“p”的后代。屏幕尺寸从15英寸到17英寸不等。大多数W系列笔记本电脑都采用的是高端的四核Intel处理器，以及Nvidia Quadro系列独立显卡以及集成显卡，可根据需要使用Nvidia Optimus在两个显卡之间切换。但值得注意的例外是具有ATI FireGL集成工作站级显卡的W500和超极本 W550s，它们只有双核处理器。W系列笔记本电脑经过了几个软件供应商的ISV认证，例如Adobe Systems和Autodesk，包括有CAD和3D建模软件的认证。

## 图集

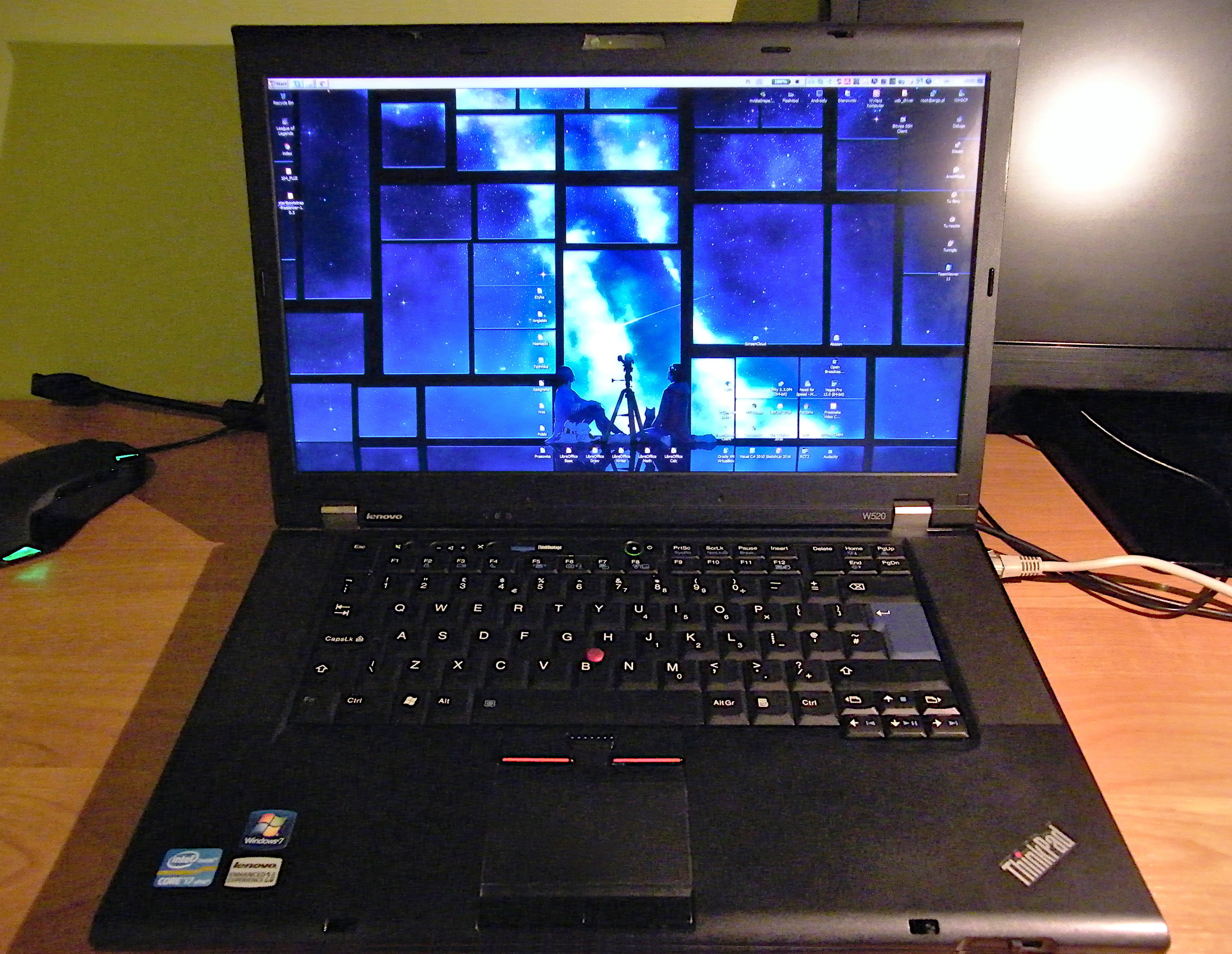
ThinkPad W520
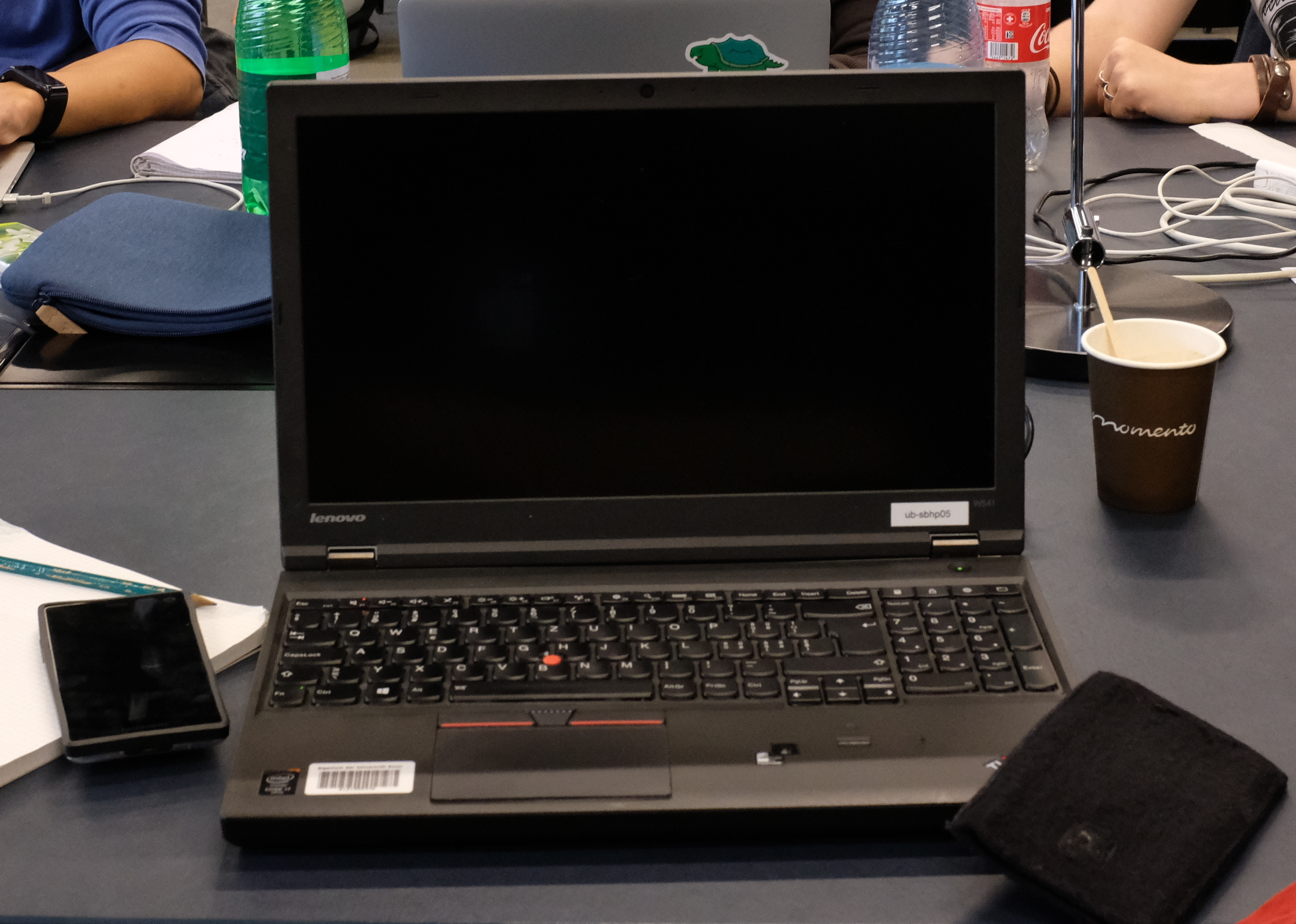
ThinkPad W541